# Горовиц, Энтони
Э́нтони Джон Го́ровиц (англ. Anthony John Horowitz, род. 5 апреля 1955 года; Стэнмор, Мидлсекс, Англия) — британский писатель, сценарист и телевизионный продюсер.

## Биография
Энтони Горовиц родился в обеспеченной еврейской семье. Его отец был богатым коммерсантом. Мать — достаточно эксцентричная личность (так, на 13-й день рождения сына она подарила ему человеческий череп). В восьмилетнем возрасте мальчик был отправлен в привилегированную лондонскую школу-интернат, где детей дисцилинировали весьма грубым образом. Стараясь отстраниться от действительности, Горовиц начинает сочинять истории, в которых его герои умеют мстить за причинённые им обиды. Таким образом, уже в школьные годы Энтони мечтал стать писателем.
Первая книга Горовица The Sinister Secret of Frederick K Bower выходит в свет в 1979 году. С этого времени он работает как свободный писатель и считается одним из наиболее успешных современных англоязычных авторов. Кроме писательской деятельности, он работает как сценарист для кино, телевидения и театра. Его книги изданы более чем в 30 странах.
В романах и книжных сериях Горовица в первую очередь идёт речь о приключениях и детективных историях, в которых главными героями выступают дети школьного возраста.
Энтони Горовиц стал первым писателем, к которому лично обратился «Фонд наследия Конан Дойла» с предложением написать новый детектив о Шерлоке Холмсе. Книга получила название «Дом шёлка».
В апреле 1988 года писатель женился в Гонконге на телепродюсере Джилл Грин. В настоящее время Энтони вместе с женой, двумя сыновьями — Николасом Марком (род. 1989) и Кассианом Джеймсом (род. 1991) — живёт в Лондоне.
В марте 2014 года Горовиц завершил работу над сценарием второго фильма планируемой трилогии «Приключения Тинтина», режиссёром которого станет Питер Джексон.
В июне 2021 года стало известно, что Горовиц назначен исполнительным продюсером проекта по созданию трёх новых рассказов о Шерлоке Холмсе для сервиса книг Storytel Original. Под руководством Горовица будут работать несколько авторов. Проект согласован с Фондом наследия Артура Конан Дойля.

## Фильмография
- 1986: Adventures of Wiliam Tell (телефильм) — сценарий
- 1988: Just ask for Diamond (кинофильм) — роман и сценарий
- 1989: The Saint: The Brazilian Connection (телефильм) — сценарий
- 1995 The Last Englishman (телефильм) — сценарий
- 2002: The Gathering (кинофильм) — сценарий
- 2002: Menace (телефильм) — сценарий
- 2006: Stormbreaker (кинофильм) — роман, сценарий и главный продюсер

### Телесериалы
- 1986: «Робин из Шервуда» — сценарист (5 серий)
- 1991: The Diamond Brothers — создатель, сценарист и режиссёр
- 1991—2001: «Пуаро Агаты Кристи» — сценарист (11 серий)
- 1994: Anna Lee — сценарист (3 серии)
- 1997: «Полицейские во времени» / Crime Traveller — создатель и сценарист (8 серий)
- 1997—2000: «Убийства в Мидсомере» — сценарист (6 серий)
- 2001—2003: «Убийство в сознании» / Murder in Mind
- 2002—2013: «Война Фойла» / Foyle’s War — создатель и сценарист (22 серии)
- 2009: «Авария» / Collision — сценарист (5 серий)
- 2011: «Несправедливость» / Injustice — создатель, сценарист и продюсер (5 серий)
- 2016: «Новая кровь» / New Blood — создатель и сценарист (7 серий)
- 2025: "Девять тел в мексиканском морге" / Nine Bodies in a Mexican Morgue - создатель и сценарист (6 серий)

## Экранизации
- TBT — «Сороки-убийцы» (2022), телесериал британского стримингового сервиса BritBox[9].
- «Совы охотятся ночью» (2024), телесериал.

## Награды
В 2014 году Горовиц был назначен Офицером (OBE) ордена Британской империи, а в 2022 был повышен до звания Командора (CBE).
Red House Children’s Book Award
- 2003 — премия в области детской литературы (за роман Skeleton Key)

Britisch Book Awards Children’s Book of the Year
- 2006 — премия за лучшую книгу года для детей (за роман Ark Angel)

Nielsen Author of the Year Book Award
- 2007 — автор года по версии Bookseller Association